# Risle
La Risle è un fiume francese di circa 144 km che scorre interamente in Normandia, nei dipartimenti di Orne ed Eure, e sfocia nella Senna, poco prima del suo estuario.

## Geografia

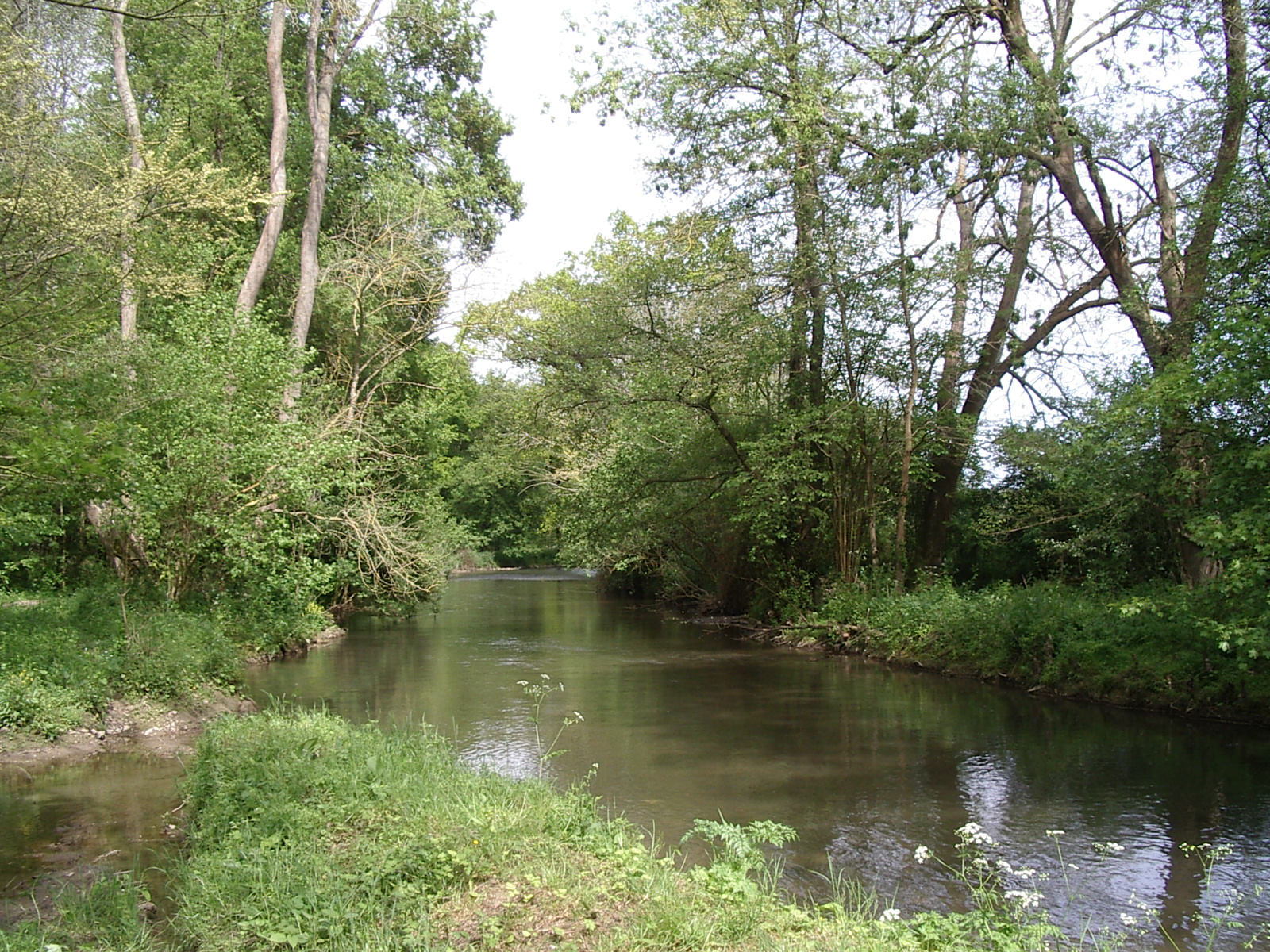
La Risle ad Ajou.

La Risle nasce ad un'altezza di 275 metri s.l.m., nel bois des Boulais (foresta di Boulais), al confine dei comuni di Ferrières-la-Verrerie e di Planches nel dipartimento dell'Orne. sulle falde dei monti d'Aimain, nome assegnato al bordo dell'altopiano delimitante il Perche nella sua parte settentrionale. Dopo avere discese le falde dei monti di Aimain come un semplice ruscello fino a Sainte-Gauburge-Sainte-Colombe, la Risle adotta una direzione sud-ouest - nord-est e s'infila nella prima parte del suo corso - la testa dell'alimentazione - che la porta a Rugles dopo un percorso rettilineo di 37 chilometri. Il fiume scorre in una stretta valle, con una pendenza del 2‰, su terreni impermeabili, alimentata da otto piccoli e brevi affluenti. Molto sensibile alle precipitazioni, la portata della Risle si aggira sui 2 m3/s quando raggiunge Rugles.
A partire da questo comune, il fiume entra in una parte particolare del suo corso (lunga 41 chilometri) detta la Risle perchée. Questa denominazione è dovuta al fatto che il corso d'acqua scorre al di sopra della falda freatica di gesso che, più a valle, contribuirà alla sua alimentazione. La Risle inclina il suo asse secondo una direzione settentrionale, mantenendo una pendenza identica a quella della sezione precedente.
La specificità della Risle perchée è il debole apporto degli affluenti, certo abbastanza lunghi ma non perenni come il Sommaire (19 chilometri), delle numerose perdite a vantaggio delle falde freatiche e alla presenza di inghiottitoi. Così la portata aumenta in modo non significativo, raggiungendo i 2.2 m3/s a Grosley-sur-Risle, in prossimità immediata di Beaumont-le-Roger ove si aggiunge troncone del fiume.
Le due suddivisioni seguenti da Beaumont-le Roger a Pont-Authou (21 chilometri), poi da quest'ultimo comune a Pont-Audemer (28 chilometri) vedono la Risle inclinare il suo corso in direzione sud-est - nord-ovest. Nel primo settore, il fiume riceve l'apporto di numerose sorgenti (sorgenti delle Fontaines) create dalla falda freatica di gesso che infine alimenta il corso d'acqua e, soprattutto, quella del suo principale affluente: la Charentonne che confluisce nella Risle alla sua sinistra orografica a 
Serquigny. La portata aumenta fortemente raggiungendo i 5.5 m3/s a Beaumontel, poi a 10.3 m3 a Nassandres dopo la confluenza con il suo tributario maggiore, mentre che la valle si allarga di un'ampiezza di 400 metri. A partire da Pont-Authou, la pendenza diminuisce (dal 2‰ all'1.4‰) rafforzando la sinuosità del fiume che scorre ormai in una valle larga un chilometro. Numerosi piccoli affluenti, che non superano i 10 chilometri di lunghezza, rafforzano la portata che raggiunge i 14 m3/s a Pont-Audemer.

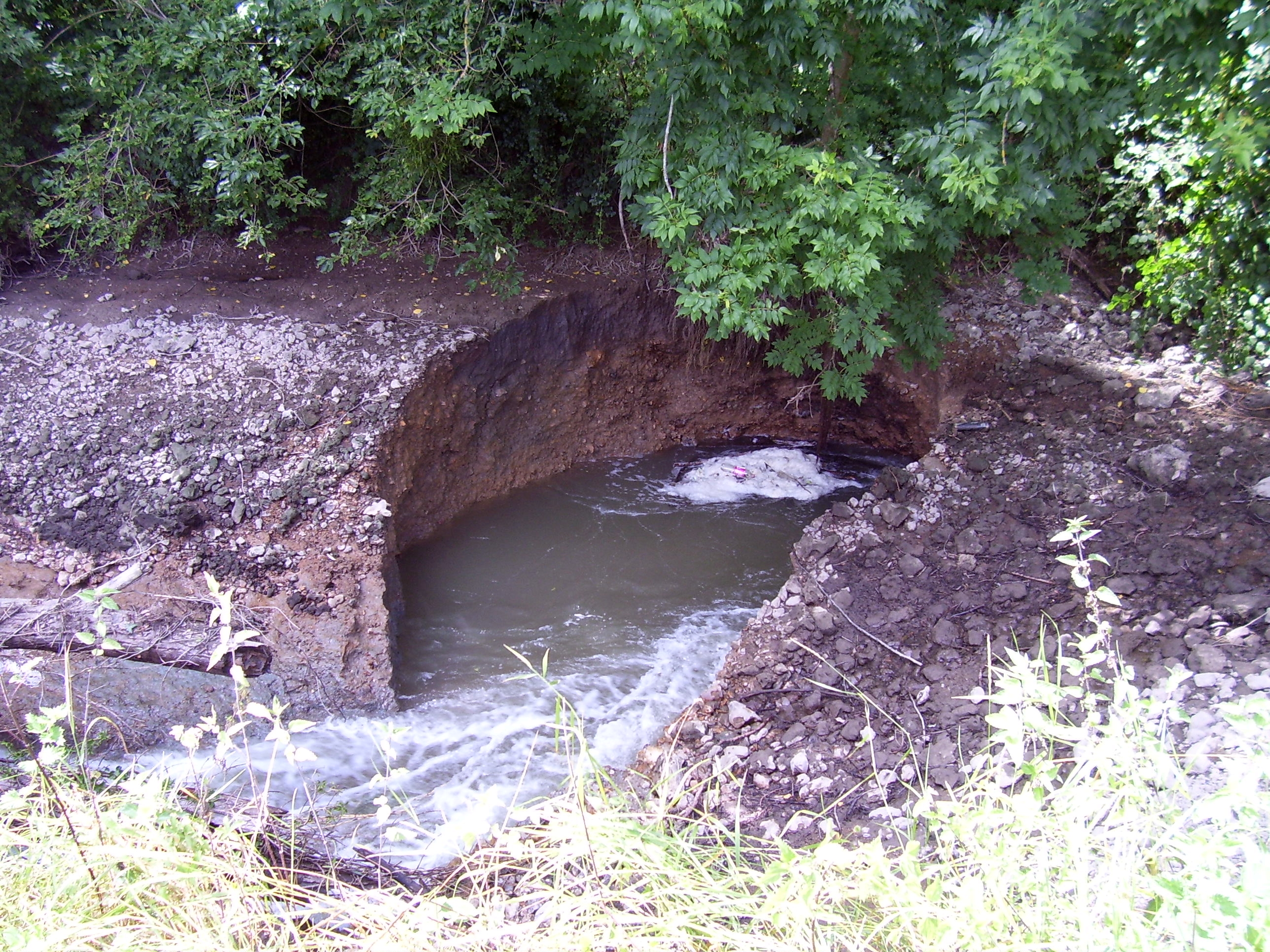
Inghiottitoio della Risle a La Ferrière-sur-Risle.

L'ultima parte del corso o Risle maritime (16 chilometri) presenta un aspetto molto diverso poiché il fiume, tra Pont-Audemer e il suo sbocco con il quale si getta nella Senna sul territorio dei comuni di Berville-sur-Mer e di Saint-Samson-de-la-Roque al termine di un rettilineo di 144,7 chilometri, è sottomessa all'influenza delle maree. Il corso è stato profondamente modificato dalle sistemazioni e dalle canalizzazioni successive.
Alcuni affluenti secondari come la Corbie e il Foulbec e come alcuni ruscelli rafforzano la portata del fiume.
Nata sul margine settentrionale delle colline del Perche (nella regione naturale delle Marche normanne), la Risle scorre verso nord attraverso il pays d'Ouche prima di separare il Lieuvin a ovest della piana del Neubourg e dal Roumois a est.
Ultimo affluente della Senna (riva sinistra), che essa raggiunge nel suo estuario, la Risle, da un punto di vista amministrativo, è un corso d'acqua non demaniale ad eccezione del tratto che va da Pont-Audemer all'estuario della Senna, che appartiene al Demanio pubblico marittimo francese.

### Località attraversate
La Risle attraversa due dipartimenti (l'Orne e l'Eure) e cinquantaquattro (54) comuni, tra i quali L'Aigle, Saint-Sulpice-sur-Risle, Rugles, Beaumont-le-Roger, Brionne, Montfort-sur-Risle Manneville-sur-Risle e Pont-Audemer.

## Affluenti
La Risle ha trentadue affluenti (rd= alla riva destra; rs = alla riva sinistra):
La Charentonne (rs) 62.7 km è quello principale.
Inoltre quelli più degni di menzione sono:
- il Finard (rs), 11 km,
- il Sommaire (rs) 18.9 km,
- il ruscello del Bec (rd) 8.4 km,
- la Véronne](rs) 14.2 km
- il Sébec (rs) 10.9 km.